# Abraxas tenellula
Abraxas tenellula är en fjärilsart som beskrevs av Inoue 1984. Abraxas tenellula ingår i släktet Abraxas och familjen mätare. Inga underarter finns listade i Catalogue of Life.

## Bildgalleri

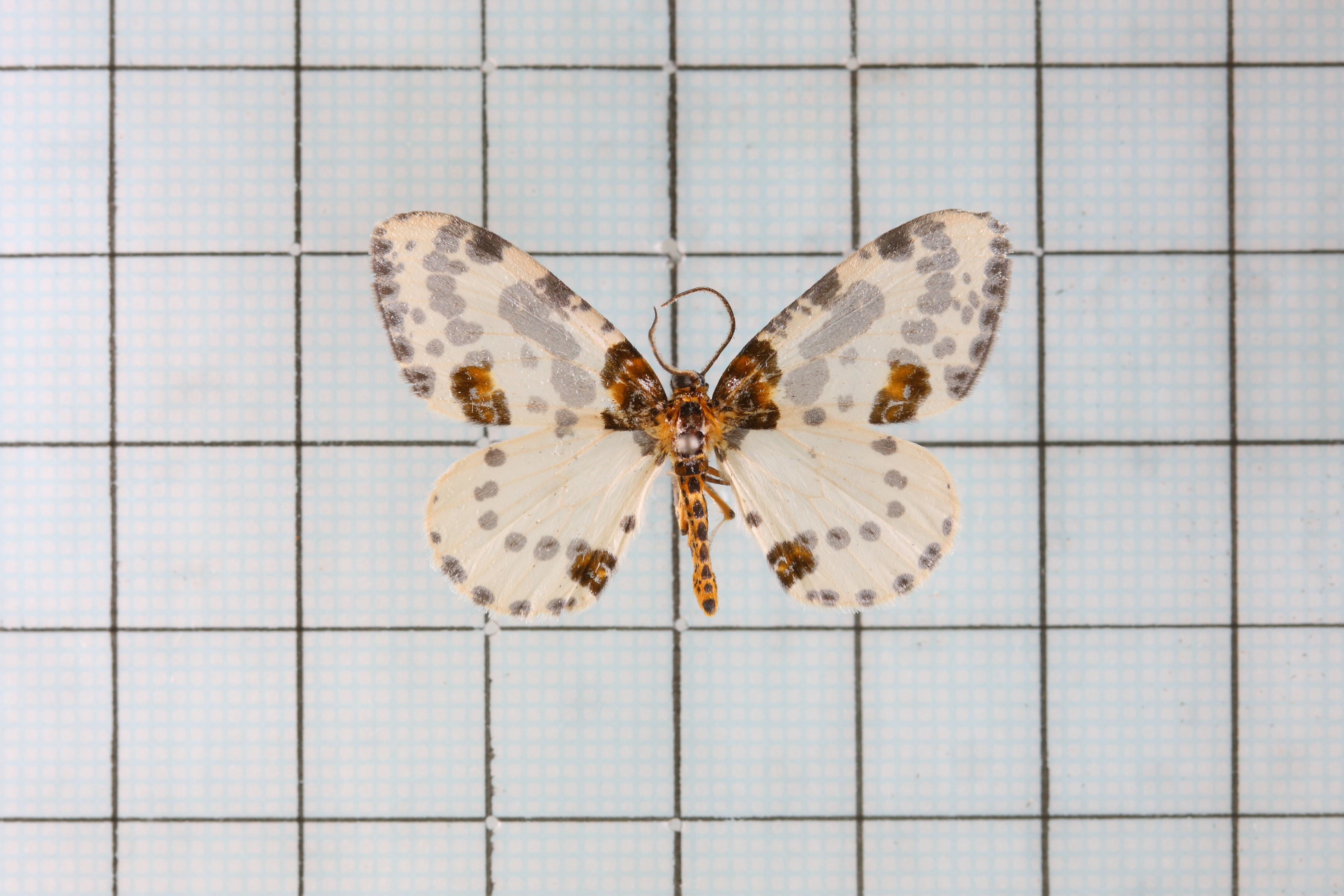
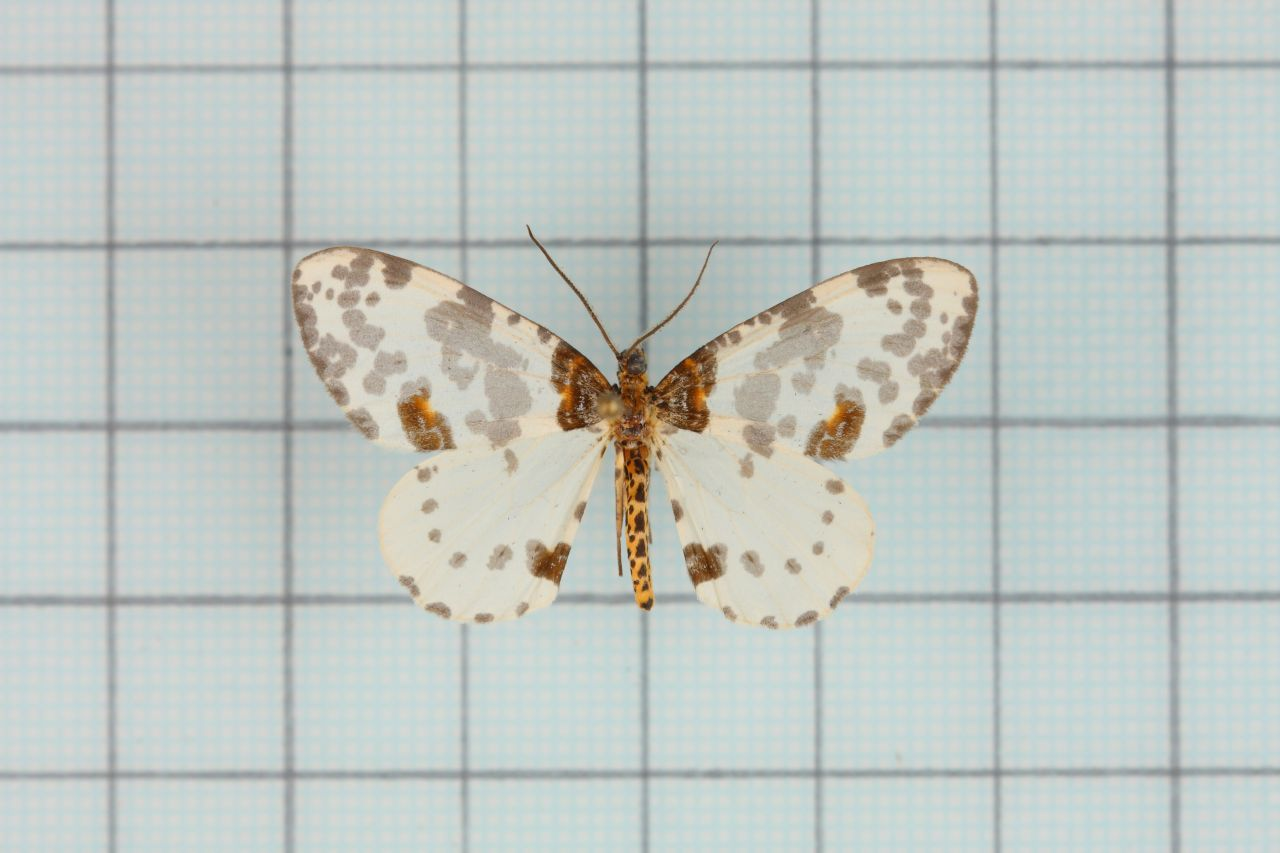
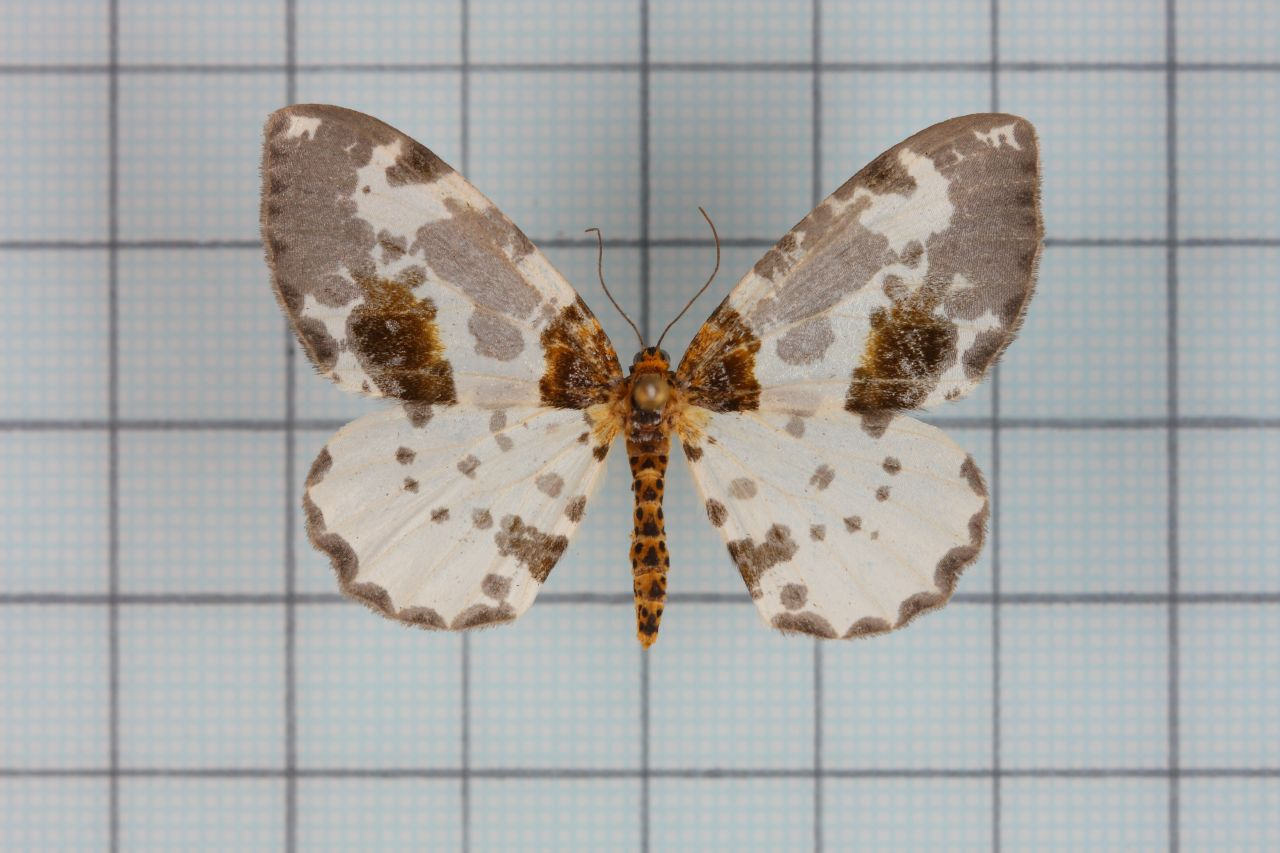